# Lijst van geografische topleveldomeinen
Dit is een lijst van de huidige geografische topleveldomeinen op het internet (geoTLD's).
| Extensie    | Extensie richt zich op | Land                         | Continent       | Aantal domeinen (mei 2023) |
| ----------- | ---------------------- | ---------------------------- | --------------- | -------------------------- |
| .abudhabi   | Abu Dhabi              | Verenigde Arabische Emiraten | Azië            | 1.026                      |
| .africa     | Afrika                 | Diverse                      | Afrika          | 147.732                    |
| .alsace     | Elzas                  | Frankrijk                    | Europa          | 2.068                      |
| .amsterdam  | Amsterdam              | Nederland                    | Europa          | 21.118                     |
| .barcelona  | Barcelona              | Spanje                       | Europa          | 5.076                      |
| .bayern     | Beieren                | Duitsland                    | Europa          | 30.818                     |
| .berlin     | Berlijn                | Duitsland                    | Europa          | 48.360                     |
| .boston     | Boston                 | Verenigde Staten             | Noord-Amerika   | 4.999                      |
| .brussels   | Brussel (stad)         | België                       | Europa          | 8.247                      |
| .bzh        | Bretagne               | Frankrijk                    | Europa          | 5.360                      |
| .capetown   | Kaapstad               | Zuid-Afrika                  | Afrika          | 4.240                      |
| .cologne    | Keulen                 | Duitsland                    | Europa          | 4.945                      |
| .corsica    | Corsica                | Frankrijk                    | Europa          | 837                        |
| .cymru      | Wales (in het Welsh)   | Verenigd Koninkrijk          | Europa          | 8.485                      |
| .durban     | Durban                 | Zuid-Afrika                  | Afrika          | 2.525                      |
| .eus        | Baskenland             | Spanje                       | Europa          | 14.219                     |
| .frl        | Friesland              | Nederland                    | Europa          | 10.722                     |
| .gal        | Galicië                | Spanje                       | Europa          | 6.856                      |
| .gent       | Gent                   | België                       | Europa          | 3.697                      |
| .hamburg    | Hamburg                | Duitsland                    | Europa          | 19.323                     |
| .ist        | Istanbul               | Turkije                      | Europa          | 8.138                      |
| .istanbul   | Istanbul               | Turkije                      | Europa          | 6.250                      |
| .joburg     | Johannesburg           | Zuid-Afrika                  | Afrika          | 3.027                      |
| .koeln      | Keulen                 | Duitsland                    | Europa          | 20.053                     |
| .krd        | Koerdistan             | Diverse                      | Azië            | 903                        |
| .kyoto      | Kyoto                  | Japan                        | Azië            | 1.031                      |
| .lat        | Latino-gemeenschap     | Diverse                      | Latijns-Amerika | 13.277                     |
| .london     | Londen                 | Verenigd Koninkrijk          | Europa          | 35.533                     |
| .madrid     | Madrid                 | Spanje                       | Europa          | 3.089                      |
| .melbourne  | Melbourne              | Australië                    | Oceanië         | 6.505                      |
| .miami      | Miami                  | Verenigde Staten             | Noord-Amerika   | 15.618                     |
| .moscow     | Moskou                 | Rusland                      | Europa          | 8.847                      |
| .nagoya     | Nagoya                 | Japan                        | Azië            | 4.013                      |
| .nrw        | Noordrijn-Westfalen    | Duitsland                    | Europa          | 21.571                     |
| .nyc        | New York (stad)        | Verenigde Staten             | Noord-Amerika   | 62.317                     |
| .okinawa    | Okinawa                | Japan                        | Azië            | 4.732                      |
| .osaka      | Osaka                  | Japan                        | Azië            | 1.590                      |
| .paris      | Parijs                 | Frankrijk                    | Europa          | 12.217                     |
| .quebec     | Quebec                 | Canada                       | Noord-Amerika   | 6.600                      |
| .rio        | Rio de Janeiro         | Brazilië                     | Zuid-Amerika    | 707                        |
| .ruhr       | Ruhrgebied             | Duitsland                    | Europa          | 5.268                      |
| .ryukyu     | Riukiu-eilanden        | Japan                        | Azië            | 806                        |
| .saarland   | Saarland               | Duitsland                    | Europa          | 4.096                      |
| .scot       | Schotland              | Verenigd Koninkrijk          | Europa          | 13.733                     |
| .swiss      | Zwitserland            | Zwitserland                  | Europa          | 18.527                     |
| .sydney     | Sydney                 | Australië                    | Oceanië         | 7.415                      |
| .taipei     | Taipei                 | Taiwan                       | Azië            | 4.471                      |
| .tirol      | Tirol                  | Oostenrijk                   | Europa          | 8.258                      |
| .tokyo      | Tokio                  | Japan                        | Azië            | 130.974                    |
| .vegas      | Las Vegas              | Verenigde Staten             | Noord-Amerika   | 13.081                     |
| .vlaanderen | Vlaanderen             | België                       | Europa          | 6.162                      |
| .wales      | Wales                  | Verenigd Koninkrijk          | Europa          | 15.225                     |
| .wien       | Wenen                  | Oostenrijk                   | Europa          | 16.295                     |
| .yokohama   | Yokohama               | Japan                        | Azië            | 4.050                      |
| .zuerich    | Zürich                 | Zwitserland                  | Europa          | 1.371                      |
| .москва     | Moskou                 | Rusland                      | Europa          | 5.528                      |
| .ابوظبي     | Abu Dhabi              | Verenigde Arabische Emiraten | Azië            | 58                         |
| .佛山       | Foshan                 | China                        | Azië            | 169                        |
| .广东       | Guangdong              | China                        | Azië            | 333                        |